# أبيجا ريفرز
أبيجا ريفرز (بالإنجليزية: Abijah Rivers)‏ هو لاعب كرة قدم بريطاني، ولد في 25 مارس 1988 في جزر كايمان في المملكة المتحدة. شارك مع منتخب جزر كايمان لكرة القدم. أما مع النوادي، فقد لعب مع Elite SC ‏.

## وصلات خارجية
- أبيجا ريفرز على موقع قاعدة بيانات كرة القدم.إي يو (الإنجليزية)
- أبيجا ريفرز على موقع ناشيونال فوتبول تيمز (الإنجليزية)
- أبيجا ريفرز على موقع Soccerway.com (الإنجليزية)